# James Charles McGuigan
James Charles McGuigan (ur. 26 listopada 1894 w Hunter River, zm. 6 kwietnia 1974 w Toronto) – kanadyjski duchowny katolicki, arcybiskup Toronto i pierwszy anglojęzyczny kanadyjski kardynał.

## Życiorys
Ukończył studia w Charlottetown, Laval i Quebec, gdzie uzyskał doktorat z filozofii i teologii. 26 maja 1918 otrzymał święcenia kapłańskie w swej rodzinnej parafii z rąk biskupa Charlottetown Louisa Jamesa O’Leary’ego. Był sekretarzem biskupim i arcybiskupim w Edmonton, kanclerzem archidiecezji Edmonton w latach 1922–1923, wikariuszem generalnym w latach 1923–1930 i rektorem seminarium w Edmonton.
30 stycznia 1930 otrzymał nominację na arcybiskupa Reginy. Był w tym momencie najmłodszym arcybiskupem na świecie. Sakry udzielił 15 maja tego samego roku arcybiskup Edmonton Henry Joseph O’Leary. 22 grudnia 1934 przeniesiony na metropolię w Toronto. Na konsystorzu w 1946 otrzymał kapelusz kardynalski od Piusa XII z tytułem prezbitera Santa Maria del Popolo. Brał udział w konklawe 1958 i 1963 roku. Podupadł na zdrowiu po udziale w swym pierwszym konklawe dlatego od 1961 miał do pomocy koadiutora. Z kierowania archidiecezją zrezygnował 30 marca 1971 po ponad 36 latach. Zmarł na zawał serca.